# 柊優花
柊 優花（ひいらぎ ゆか、5月30日 - ）は、日本の女性声優、歌手。愛称はみさみさなど。京都府出身。旧芸名は吉岡 美咲（よしおか みさき）、2023年から柊 優花名義での活動を統一している。

## 経歴
アプリゲーム『8 beat Story♪』の神楽月役に選ばれ、声優活動を開始した。2016年10月より声優事務所「m&i」の所属となる。
2021年8月に『8 beat Story♪』の神楽月役を降板した。2022年12月にm&iを退所し、翌月からフリーランスとして活動することが発表された。

## 人物
趣味にカフェ巡りや写真を挙げている。また、月や宇宙が好きだという。
石飛恵里花とは声優になる以前から親交がある。

## 出演
太字はメインキャラクター。

### テレビアニメ
- アイドル事変（2017年、子供[8]）
- 荒野のコトブキ飛行隊（2019年、アンナ[9]）
- プランダラ（2020年、街の人）
- 異世界のんびり農家（2023年、リコット[10]、リース、ラファ、ラミ）

### ゲーム
2016年
- 8 beat Story♪（2016年 - 2021年、神楽月〈初代〉）

2017年
- 幻獣姫（トリスタン、プリンセチア）
- テリア・サーガ（シア、コネリン）
- 塔亰Clanpool（コンパクトスキャナー、ドローン）
- Girls Mode 4 スター☆スタイリスト(黄梨蛍)

2018年
- 温泉むすめ ゆのはなこれくしょん（皆生なぎさ）

2019年
- 荒野のコトブキ飛行隊　大空のテイクオフガールズ!（アンナ）

2021年
- アズールレーン（ヴィンチェンツォ・ジョベルティ）

2024年
- 魔女のふろーらいふ（千浜万莉萌）
- Eggy Party（ゴーストキャットニサ）

2025年
- 魔法少女ノ魔女裁判（橘シェリー）

### ドラマCD
- 『ツキウタ。』キャラクターCD・3rdシーズン4 桃崎ひな「フリージア」（億里ラムネ）
- 8 beat story♪ドラマCDvol.1「出会いと始まりの物語」（神楽月）
- 「ツキウタ。」キャラクターCD・4thシーズン1　聖 クリス＆桃崎ひな「クリソベリル」（億里ラムネ）

### ラジオ
※はインターネット配信。
- 吉岡×澤田のトワイライトライオット（2018年 - 、YouTube※）[19]

### ゲスト出演
- 2017年 東京ゲームショー ｢Tokyo Otaku Mode｣ 生配信

- 2018  マチ★アソビ (8/planet!!名義)

### インターネット番組
- エビストニュース（2016年 - 、ニコニコ生放送）※回替わりパーソナリティ[20]
- ハニプラTV～8/pLanet!!の課外授業に行ってみよー（2016年 - 、ニコニコ生放送）[21]
- トワイライトライオット（2017年 - 、Live.me）[22]

### デジタルコミック
- こはる日和とアニマルボイス（2018年、ポメ[23]）
- すべての人類を破壊する。それらは再生できない。（2019年、常連客 他）
- シメジ シミュレーション(2020年、モブ[24]）
- ぜっしゃか！-私立四ツ輪女子学院絶滅危惧車学科-（2020年、ナレーション[25]）
- ヤンキー君と白杖ガール（2020年）[26]
- しめるちゃんはつきまといたい（2020年、赤ちゃん、母親[27]）

### イベント
- TAKE ON ME vol.5　〜Girls Music Lab〜（2016年5月15日[28]）
- 8/pLanet‼︎ 1st Single「ファンタジア」発売記念@タワーレコード渋谷店B1F（2016年6月11日[29]）
- 8 beat Story♪ 音の杜学園購買部 〜1周年記念イベント in AKIHABARA〜＠AKIHABARAゲーマーズ本店6F（2017年5月14日[30]）
- 8 beat Story♪ 8/pLanet!! 1st LIVE 「先生！ライブはじまっちゃうよ！」DVD発売イベント＠日本科学未来館 未来館ホール（2017年6月4日[31]）
- ハニプラTV 8/pLanet!!の課外授業にいってみよーVol.1 DVD発売記念イベント＠東京証券会館ホール（2017年8月6日[32]）
- 8 beat Story♪ C92 オリジナルうちわお渡し会＠東京ビッグサイト（2017年8月13日[33]）
- 8 beat Story♪ 第1回リーディング&ミニライブ企画 〜真夏の海に刻まれた物語〜＠一ツ橋ホール（2017年8月19日[34]）
- 8 beat Story♪ 8/pLanet!! 2nd LIVE「2時間目の授業は...」DVD発売イベント＠YMCAアジア青少年センター スペースYホール（2017年10月14日[35]）
- 8 beat Story♪ 8/pLanet!! 1st Anniversary 3rd LIVE 「行くぜBLITZ！青春の想いを込めて！」＠赤坂BLITZ（2017年11月12日[36]）
- 8 beat Story♪ 8/pLanet!! 3rd LIVE After Party！ 「放課後BLITZ！桜木ひなた生誕祭」＠赤坂BLITZ（2017年11月12日[37]）
- 8/pLanet!! 1st Best Album『8』プレミアムイベント＠CUTUP STUDIO（2018年1月28日[38]）

- 8beatStory♪ 8/pLanet!! 2nd Anniversary 4th LIVE「On the pLaNET!!｣(2018年5月12日 Zepp Divercity Tokyo)

### その他コンテンツ
- サークル「WAVE」Norn（朗読）
- 温泉むすめ（皆生なぎさ[39]）
- こはる日和とアニマルボイス（ポメ）
- 双島乳業プレゼンツ Miliライブ会場における人間操作実験 動画（K子・ボイン）
- 魔女のふろーらいふ（千浜万莉萌[40]）
- L荒野のコトブキ飛行隊（2025年、アンナ[41])2025年7月29日現在配信時期未定

## ディスコグラフィ

### シングル
| 発売日   | タイトル              | 歌     | 楽曲                       | 備考     |
| 2023年   | 2023年                | 2023年 | 2023年                     | 2023年   |
| -------- | --------------------- | ------ | -------------------------- | -------- |
| 4月1日   | Ms.Dummy              | 柊優花 | 「Ms.Dummy」               | 音楽配信 |
| 4月30日  | Hello wonderful world | 柊優花 | 「Hello, Wonderful World」 | M3春2023 |
| 4月30日  | Hello wonderful world | 柊優花 | 「Brand New World」        | M3春2023 |
| 4月30日  | Hello wonderful world | 柊優花 | 「Answer」                 | M3春2023 |
| 10月29日 | Unbroken Melodies     | 柊優花 | 「Be with」                | M3秋2023 |
| 10月29日 | Unbroken Melodies     | 柊優花 | 「Capricious Hug!」        | M3秋2023 |
| 10月29日 | Unbroken Melodies     | 柊優花 | 「struggle」               | M3秋2023 |
| 2024年   |                       |        |                            |          |
| 8月12日  | アオハル。            | 柊優花 | 「ざわめく心は誰のものか」 | C104     |
| 8月12日  | アオハル。            | 柊優花 | 「18」                     | C104     |
| 8月12日  | アオハル。            | 柊優花 | 「ラストサマー」           | C104     |
| 10月29日 | Holly                 | 柊優花 | 「Holly」                  | M3秋2024 |
| 10月29日 | Holly                 | 柊優花 | 「バズガール」             | M3秋2024 |
| 10月29日 | Holly                 | 柊優花 | 「Baby Blue」              | M3秋2024 |

### アルバム
| 発売日      | タイトル  | 歌     | 楽曲                           | 備考                          |
| 2014年      | 2014年    | 2014年 | 2014年                         | 2014年                        |
| ----------- | --------- | ------ | ------------------------------ | ----------------------------- |
| 12 月 30 日 | Love cino | 柊優花 | 「ラブチーノ」                 | Junky×柊優花コラボ1stアルバム |
| 12 月 30 日 | Love cino | 柊優花 | 「I♥」                         | Junky×柊優花コラボ1stアルバム |
| 12 月 30 日 | Love cino | 柊優花 | 「スイートマジック」           | Junky×柊優花コラボ1stアルバム |
| 12 月 30 日 | Love cino | 柊優花 | 「トウィンクル」               | Junky×柊優花コラボ1stアルバム |
| 12 月 30 日 | Love cino | 柊優花 | 「サディスティック・ラブ」     | Junky×柊優花コラボ1stアルバム |
| 12 月 30 日 | Love cino | 柊優花 | 「HappyHalloween」             | Junky×柊優花コラボ1stアルバム |
| 12 月 30 日 | Love cino | 柊優花 | 「ぜんたい的にセンセーション」 | Junky×柊優花コラボ1stアルバム |
| 12 月 30 日 | Love cino | 柊優花 | 「とまどい⇒レシピ」            | Junky×柊優花コラボ1stアルバム |
| 12 月 30 日 | Love cino | 柊優花 | 「まっしろわーるど」           | Junky×柊優花コラボ1stアルバム |
| 12 月 30 日 | Love cino | 柊優花 | 「メランコリック」             | Junky×柊優花コラボ1stアルバム |

### 参加作品
| 発売日   | タイトル                                  | 歌                                                               | 楽曲                                               | 備考                                                            |
| 2011年   | 2011年                                    | 2011年                                                           | 2011年                                             | 2011年                                                          |
| -------- | ----------------------------------------- | ---------------------------------------------------------------- | -------------------------------------------------- | --------------------------------------------------------------- |
| 6月18日  | Fresh!!                                   | 柊優花                                                           | 「Blue Bird」                                      | とりP 1stアルバム                                               |
| 12月31日 | meteor JOHN ZERONESS                      | 柊優花                                                           | 「僕らのつづき」                                   | じょん Fullアルバム                                             |
| 2012年   |                                           |                                                                  |                                                    |                                                                 |
| 3月29日  | 君がそばにいるように                      | 柊優花                                                           | 「僕らのつづき」                                   | じょん 2stシングル                                              |
| 4月28日  | Fantasy Stories                           | 柊優花                                                           | 「携帯少女」                                       | とりP 3stアルバム                                               |
| 4月30日  | Hello,Wonderful World                     | 柊優花                                                           | 「アリシゼーション」                               | サークル「BANANA FACTORY」CD                                    |
| 10月28日 | Recordare                                 | 柊優花、リリィ、Re:                                              | 「SUSANOWO SYSTEM-rune of Sun disk」               | サークル「WAVE」アルバム                                        |
| 2013年   |                                           |                                                                  |                                                    |                                                                 |
| 4月29日  | ファンシー☆エレクトリカルパレード vol.1   | 柊優花、ありすん、ななひら                                       | 「電波の国の国歌斉唱～春の日差しがやる気を奪う～」 | サークル「Highend Color」CD                                     |
| 4月29日  | ファンシー☆エレクトリカルパレード vol.1   | 柊優花                                                           | 「再生回数↑マジage↑でざいあ☆」                     | サークル「Highend Color」CD                                     |
| 2014年   |                                           |                                                                  |                                                    |                                                                 |
| 8月17日  | Proclamation                              | 柊優花                                                           | 「被害妄想携帯女子（笑）」                         | サークル「MOVE ON ENTERTAINMENT」CD                             |
| 8月17日  | Proclamation                              | あやぽんず*、柊優花                                              | 「東京レトロ」                                     | サークル「MOVE ON ENTERTAINMENT」CD                             |
| 12月22日 | ねじまきと置き手紙                        | 柊優花                                                           | 「Myself*2」                                       | サークル「王立魔法教導学校」CD                                  |
| 12月30日 | ハニワ曲歌ってみた5                       | 柊優花                                                           | 「未来図」                                         | サークル「HoneyWorks」CD                                        |
| 12月30日 | SymphonicBranch                           | 柊優花                                                           | 「カメレオン・ラブ」                               | サークル「PolyphonicBranch」CD                                  |
| 12月30日 | HIGH and STORY                            | 柊優花                                                           | 「放課後ストライド」                               | サークル「色白」CD                                              |
| 2015年   |                                           |                                                                  |                                                    |                                                                 |
| 6月24日  | VOCALO EDM SUPER HITS                     | 柊優花                                                           | 「恋愛裁判」                                       | Tachytelic® アルバム                                            |
| 8月16日  | GHOST-CompleX                             | 柊優花                                                           | 「キミが想うほど世界は醜くない」                   | サークル「Fantastic Planets」CD                                 |
| 10月14日 | よにそん!                                 | 柊優花                                                           | 「Little Braver」                                  | SCM MUSIC アルバム                                              |
| 10月14日 | よにそん!                                 | 柊優花                                                           | 「Sister's noise」                                 | SCM MUSIC アルバム                                              |
| 10月14日 | よにそん!                                 | 柊優花                                                           | 「ユキトキ」                                       | SCM MUSIC アルバム                                              |
| 10月28日 | GOTHIC & HORROR "歌ってみた" 収録CD       | Junky、柊優花                                                    | 「Happy Helloween」                                | U/M/A/A Inc. アルバム                                           |
| 12月23日 | 天声絶唱 REFERENCE ～BEST OF 歌ってみた～ | あやぽんず*、ななひら、柊優花、ゆいこんぬ                        | 「39」                                             | ソニー・ミュージックエンタテインメント アルバム                 |
| 12月23日 | 天声絶唱 INDEX ～BEST OF 歌ってみた～     | 柊優花、鎖那                                                     | 「Happy Halloween」                                | ソニー・ミュージックエンタテインメント アルバム                 |
| 12月31日 | GHOST-EXperience                          | 柊優花                                                           | 「正夢」                                           | サークル「Fantastic Planets」CD                                 |
| 12月31日 | GHOST-EXperience                          | 柊優花                                                           | 「横浜自殺日和」                                   | サークル「Fantastic Planets」CD                                 |
| 12月31日 | GHOST-EXperience                          | 柊優花                                                           | 「キミが想うほど世界は醜くない」                   | サークル「Fantastic Planets」CD                                 |
| 2016年   |                                           |                                                                  |                                                    |                                                                 |
| 4月26日  | Germination                               | 柊優花                                                           | 「銀のフルーフ」                                   | Flowery Girls アルバム                                          |
| 4月26日  | Germination                               | 柊優花                                                           | 「ZIGG-ZAGG」                                      | Flowery Girls アルバム                                          |
| 4月26日  | Germination                               | 柊優花・鎖那・あう                                               | 「一心不乱」                                       | Flowery Girls アルバム                                          |
| 4月26日  | Germination                               | 柊優花・鎖那・あやぽんず＊・あう・いかさん                       | 「虎視眈々」                                       | Flowery Girls アルバム                                          |
| 3月18日  | Symphonic Girls Festa メモリアルアルバム  | レジ、あやぽんず*、柊優花、バル、nayuta、あう、*菜乃、ひめりんご | 「Little Symphony」                                | DropsTone アルバム                                              |
| 4月29日  | Acoustic Series -The 1st.-                | 柊優花                                                           | 「letter song」                                    | サークル「MOVE ON ENTERTAINMENT」CD                             |
| 12月31日 | FANTASTIC≒MODE                            | 柊優花                                                           | 「Mind Trigger」                                   | サークル「ゆかりす出張所」CD                                    |
| 12月31日 | FANTASTIC≒MODE                            | 柊優花                                                           | 「初恋ストローク」                                 | サークル「ゆかりす出張所」CD                                    |
| 12月31日 | FANTASTIC≒MODE                            | 柊優花                                                           | 「リトルバードソング」                             | サークル「ゆかりす出張所」CD                                    |
| 2017年   |                                           |                                                                  |                                                    |                                                                 |
| 4月1日   | 「アンダンテ」オリジナルサウンドトラック  | 柊優花                                                           | 「流星予報」                                       | WEB小説「アンダンテ」オリジナルサウンドトラック                 |
| 5月31日  | ずっとずっと、大好きなキミのそばで。      | 柊優花                                                           | 「傍にいること」                                   | 「野いちご」10周年記念コンピレーションアルバム                  |
| 2023年   |                                           |                                                                  |                                                    |                                                                 |
| 4月16日  | Orange étude                              | 柊優花                                                           | 「Orange étude」                                   | HoYoFair 2023キャラクターイメージソング                         |
| 8月25日  | せめて青く                                | 柊優花                                                           | 「せめて青く」                                     | Youtubeアニメ「女子力高めな獅子原くん」オープニング曲、音楽配信 |
| 2024年   |                                           |                                                                  |                                                    |                                                                 |
| 10月25日 | ArcadePartyメインテーマ                   | 柊優花                                                           | ArcadePartyメインテーマ (JPN Ver.)                 | リンク先ソースは5月30日だが、同年10月に本人サイトでは公開       |
| 2025年   |                                           |                                                                  |                                                    |                                                                 |
| ３月28日 | ふれふれ、キミの春                        | 高木凛(CV.鷲見友美ジェナ) feat.柊優花                            | 「青春フォトグラフ」                               | 「ウタヒメドリーム」春の新企画                                  |

### キャラクターソング
| 発売日    | タイトル                                              | 歌 | 楽曲                                  | 備考                                             |
| 2016年    | 2016年                                                | 2016年 | 2016年                                | 2016年                                           |
| --------- | ----------------------------------------------------- | --- | ------------------------------------- | ------------------------------------------------ |
| 6月8日    | ファンタジア                                          | 8/pLanet! | 「ファンタジア」                      | ゲーム『8 beat Story♪』関連曲                    |
| 6月8日    | ファンタジア                                          | 桜木ひなた（社本悠）、水瀬鈴音（吉井彩実）、神楽月（吉岡美咲）                                                                       | 「君はレモネード」                    | ゲーム『8 beat Story♪』関連曲                    |
| 10月19日  | Halloween☆Night                                       | 8/pLanet! | 「Halloween☆Night」                   | ゲーム『8 beat Story♪』関連曲                    |
| 10月19日  | Halloween☆Night                                       | 姫咲杏梨（金魚わかな）、桜木ひなた（社本悠）、神楽月（吉岡美咲）、星宮ゆきな（和氣あず未）、源氏ほたる（吉村那奈美）                 | 「初恋チェリーブロッサム」            | ゲーム『8 beat Story♪』関連曲                    |
| 10月26日  | Give Me Love                                          | 神楽月（吉岡美咲）、橘彩芽（青野菜月）、姫咲杏梨（金魚わかな）                                                                       | 「Give Me Love」                      | ゲーム『8 beat Story♪』関連曲                    |
| 11月23日  | BLUE MOON                                             | 8/pLanet! | 「BLUE MOON」                         | ゲーム『8 beat Story♪』関連曲                    |
| 11月23日  | BLUE MOON                                             | 桜木ひなた（社本悠）、水瀬鈴音（吉井彩実）、神楽月（吉岡美咲）、橘彩芽（青野菜月）、姫咲杏梨（金魚わかな）                           | 「カナエルミライ」                    | ゲーム『8 beat Story♪』関連曲                    |
| 11月23日  | BLUE MOON                                             | 桜木ひなた（社本悠）、星宮ゆきな（和氣あず未）、神楽月（吉岡美咲）、橘彩芽（青野菜月）                                               | 「先手必勝スマイル」                  | ゲーム『8 beat Story♪』関連曲                    |
| 12月14日  | ハピ♡メリ                                             | 8/pLanet! | 「ハピ♡メリ」                         | ゲーム『8 beat Story♪』関連曲                    |
| 12月14日  | ハピ♡メリ                                             | 橘彩芽（青野菜月）、水瀬鈴音（吉井彩実）、神楽月（吉岡美咲）                                                                         | 「Distance」                          | ゲーム『8 beat Story♪』関連曲                    |
| 12月14日  | ハピ♡メリ                                             | 水瀬鈴音（吉井彩実）、神楽月（吉岡美咲）、桜木ひなた（社本悠）                                                                       | 「絆のポラリス」                      | ゲーム『8 beat Story♪』関連曲                    |
| 2017年    |                                                       | |                                       |                                                  |
| 4月12日   | DREAMER                                               | 8/pLanet! | 「DREAMER」                           | ゲーム『8 beat Story♪』関連曲                    |
| 8月30日   | Rooting For You                                       | 8/pLanet! | 「Rooting For You」 「Lovely Summer」 | ゲーム『8 beat Story♪』関連曲                    |
| 8月30日   | Rooting For You                                       | 神楽月（吉岡美咲）、橘彩芽（青野菜月）、姫咲杏梨（金魚わかな）                                                                       | 「Tiny little letter」                | ゲーム『8 beat Story♪』関連曲                    |
| 10月 4 日 | INFINIT3!!                                            | 神楽月（吉岡美咲） | 「INFINIT3!!」                        | ゲーム『8 beat Story♪』関連曲                    |
| 11月15日  | 8                                                     | 桜木ひなた（社本悠）、神楽月（吉岡美咲）、橘彩芽（青野菜月）、メイ（澤田美晴）                                                       | 「Error」                             | ゲーム『8 beat Story♪』関連曲                    |
| 11月15日  | 8                                                     | 8/pLanet! | 「Days」                              | ゲーム『8 beat Story♪』関連曲                    |
| 12月20日  | Girls Mode 4 スター☆スタイリスト ボーカルコレクション | 黄梨蛍（柊優花） | 「トゥインクルファンタジア」          | ゲーム『Girls Mode 4 スター☆スタイリスト』関連曲 |
| 12月20日  | Girls Mode 4 スター☆スタイリスト ボーカルコレクション | 黄梨蛍（柊優花） | 「maria」                             | ゲーム『Girls Mode 4 スター☆スタイリスト』関連曲 |
| 12月20日  | Girls Mode 4 スター☆スタイリスト ボーカルコレクション | 黄梨蛍（柊優花） | 「ドスコイ来い来い」                  | ゲーム『Girls Mode 4 スター☆スタイリスト』関連曲 |
| 12月20日  | Girls Mode 4 スター☆スタイリスト ボーカルコレクション | 黄梨蛍（柊優花） | 「ヒカリ」                            | ゲーム『Girls Mode 4 スター☆スタイリスト』関連曲 |
| 12月20日  | Girls Mode 4 スター☆スタイリスト ボーカルコレクション | 桜野やよい（廣川奈々聖）、青紫月子（R!N）、黄梨蛍（柊優花）                                                                          | 「Ring! Dong! Dang!」                 | ゲーム『Girls Mode 4 スター☆スタイリスト』関連曲 |
| 12月20日  | Girls Mode 4 スター☆スタイリスト ボーカルコレクション | 桜野やよい（廣川奈々聖）、青紫月子（R!N）、黄梨蛍（柊優花）                                                                          | 「BRAVO」                             | ゲーム『Girls Mode 4 スター☆スタイリスト』関連曲 |
| 12月29日  | Twinkle Snow                                          | 8/pLanet! | 「Twinkle Snow」                      | ゲーム『8 beat Story♪』関連曲                    |
| 2018年    |                                                       | |                                       |                                                  |
| 3月31日   | サクラ涙                                              | 8/pLanet! | 「サクラ涙」                          | ゲーム『8 beat Story♪』関連曲                    |
| 8月8日    | Toybox〜Smile〜                                       | 8/pLanet! | 「SUMMER BEAT」                       | ゲーム『8 beat Story♪』関連曲                    |
| 8月8日    | Toybox〜Smile〜                                       | 神楽月（吉岡美咲）、橘彩芽（青野菜月）、姫咲杏梨（金魚わかな）、星宮ゆきな（和氣あず未）、源氏ほたる（吉村那奈美）                   | 「おとめ☆de☆Night」                   | ゲーム『8 beat Story♪』関連曲                    |
| 9月12日   | Toybox〜Lovely〜                                      | 桜木ひなた（社本悠）、水瀬鈴音（吉井彩実）、神楽月（吉岡美咲）、星宮ゆきな（和氣あず未）、源氏ほたる（吉村那奈美）、メイ（澤田美晴） | 「darlin'」                           | ゲーム『8 beat Story♪』関連曲                    |
| 9月12日   | Toybox〜Lovely〜                                      | メイ（澤田美晴）、桜木ひなた（社本悠）、水瀬鈴音（吉井彩実）、神楽月（吉岡美咲）                                                     | 「Shiny」                             | ゲーム『8 beat Story♪』関連曲                    |
| 10月10日  | Toybox〜Spicy〜                                       | 8/pLanet! | 「TRICK or BLOOD」                    | ゲーム『8 beat Story♪』関連曲                    |
| 10月10日  | Toybox〜Spicy〜                                       | 神楽月（吉岡美咲）、桜木ひなた（社本悠）、水瀬鈴音（吉井彩実）                                                                       | 「Minus」                             | ゲーム『8 beat Story♪』関連曲                    |
| 10月10日  | Toybox〜Spicy〜                                       | 水瀬鈴音（吉井彩実）、神楽月（吉岡美咲）、橘彩芽（青野菜月）、星宮ゆきな（和氣あず未）                                               | 「Outer Existence」                   | ゲーム『8 beat Story♪』関連曲                    |
| 12月 21日 | つよがりDecember                                      | 8/pLanet! | 「つよがりDecember」                  | ゲーム『8 beat Story♪』関連曲                    |
| 2019年    |                                                       | |                                       |                                                  |
| 5月15日   | Precious Notes                                        | 8/pLanet! | 「Precious Notes」                    | ゲーム『8 beat Story♪』関連曲                    |
| 5月15日   | Precious Notes                                        | 神楽月（吉岡美咲）、星宮ゆきな（和氣あず未）                                                                                         | 「アカシックレコード」                | ゲーム『8 beat Story♪』関連曲                    |
| 2021年    |                                                       | |                                       |                                                  |
| 2月26日   | Shout Out                                             | 8/pLanet! | 「Shout Out」                         | ゲーム『8 beat Story♪』関連曲                    |

### ユニットメンバー
1. 1 2 3 4 5 6 7 8 9 10 11  桜木ひなた（社本悠）、水瀬鈴音（吉井彩実）、神楽月（吉岡美咲）、橘彩芽（青野菜月）、姫咲杏梨（金魚わかな）、星宮ゆきな（和氣あず未）、源氏ほたる（吉村那奈美）、メイ（澤田美晴）
2. 1 2  桜木ひなた（社本悠）、水瀬鈴音（天野聡美）、神楽月（吉岡美咲）、橘彩芽（山下七海）、姫咲杏梨（金魚わかな）、星宮ゆきな（和氣あず未）、源氏ほたる（吉村那奈美）、メイ（澤田美晴）